# Meconopsis aculeata
Meconopsis aculeata är en vallmoväxtart som beskrevs av John Forbes Royle. Meconopsis aculeata ingår i släktet bergvallmor, och familjen vallmoväxter. Inga underarter finns listade i Catalogue of Life.

## Bildgalleri

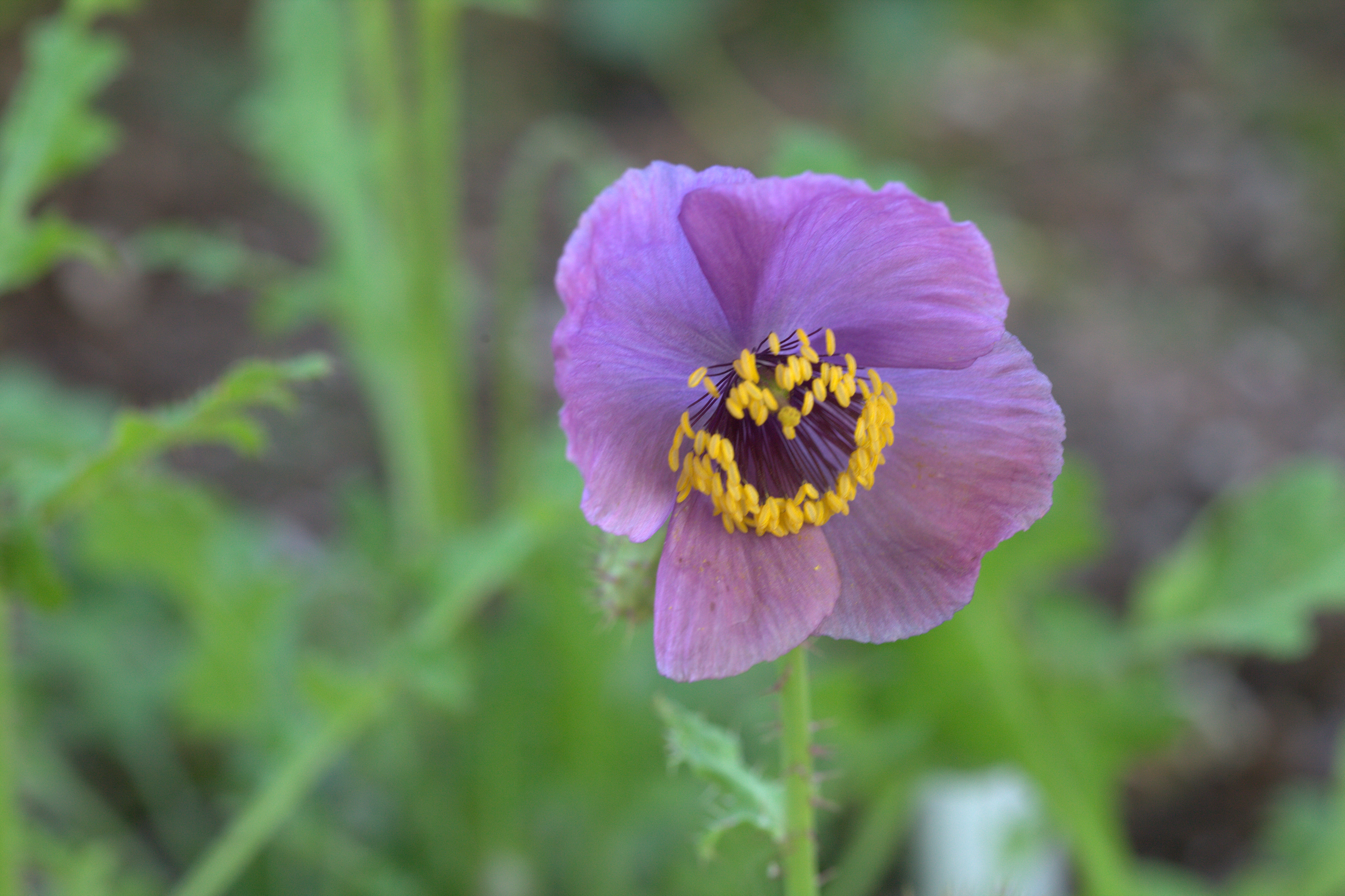
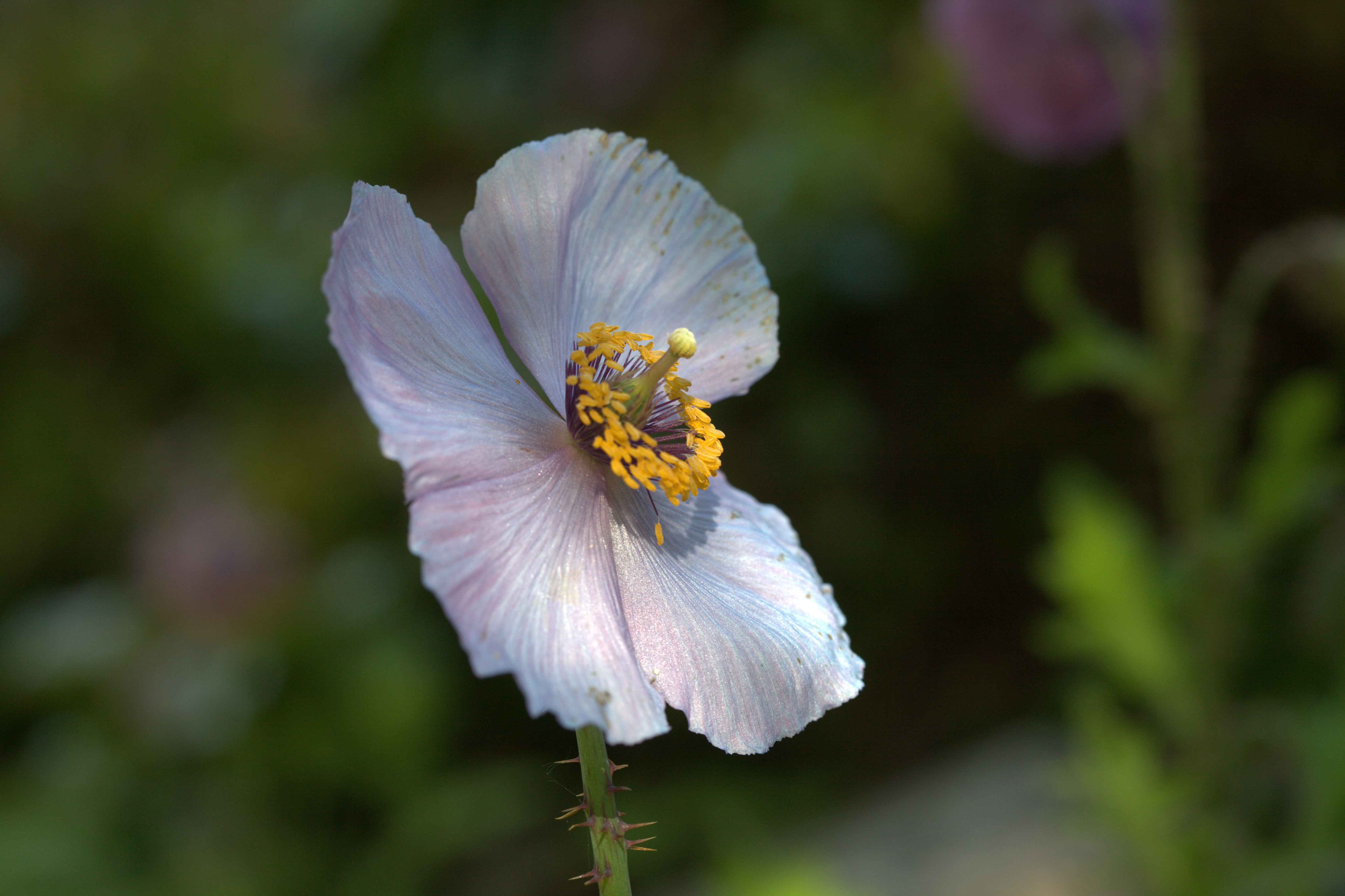
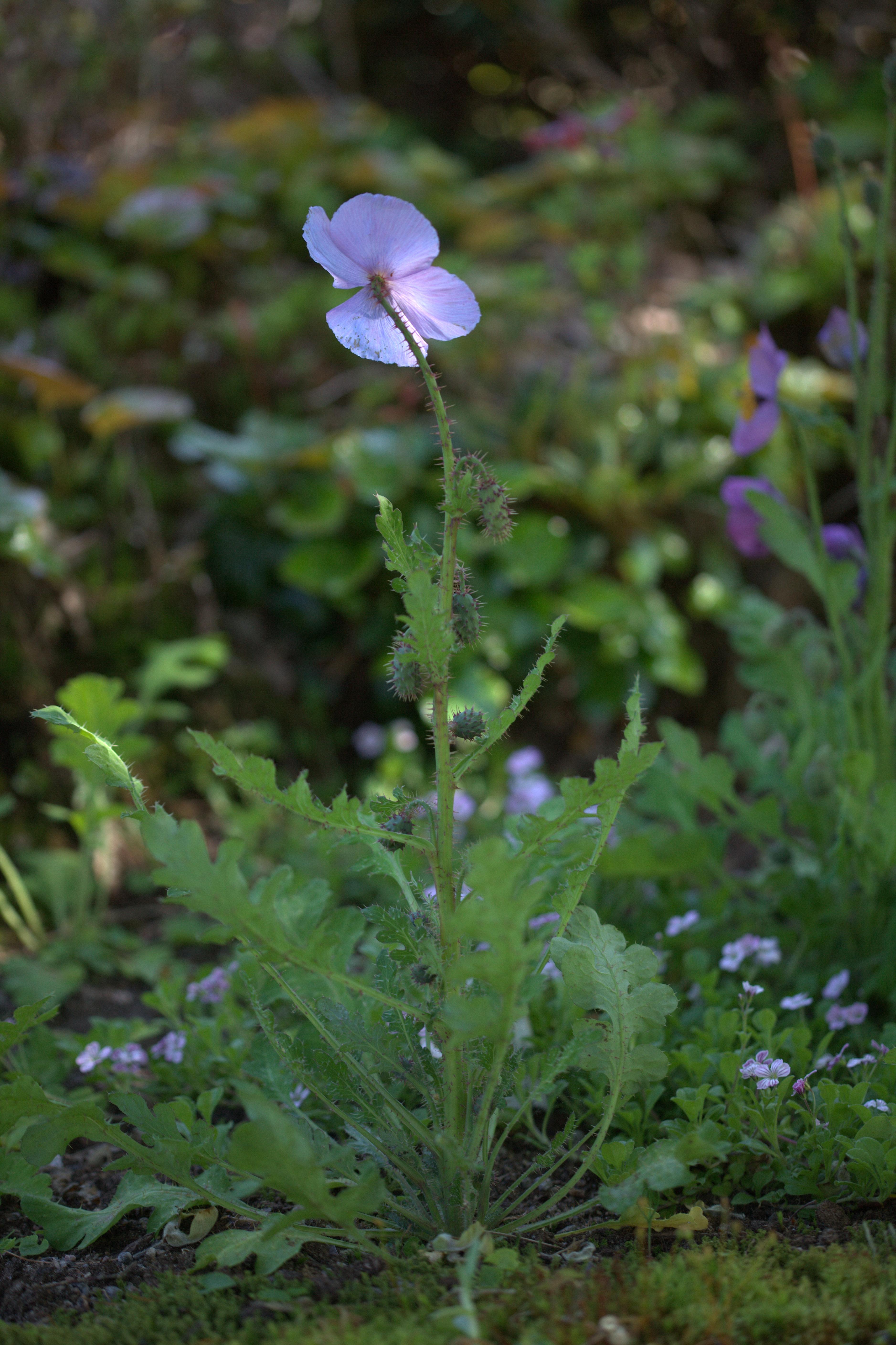
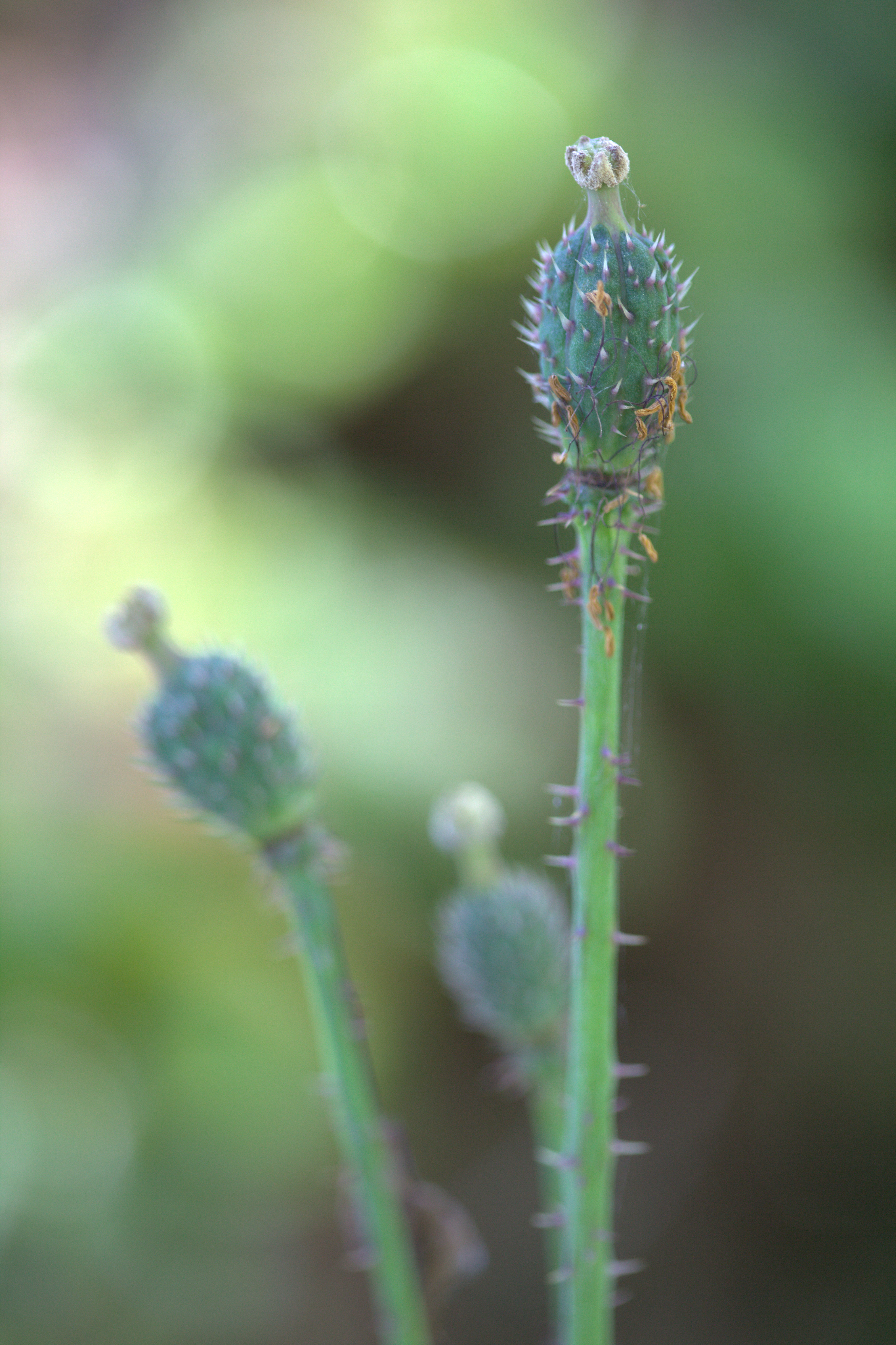
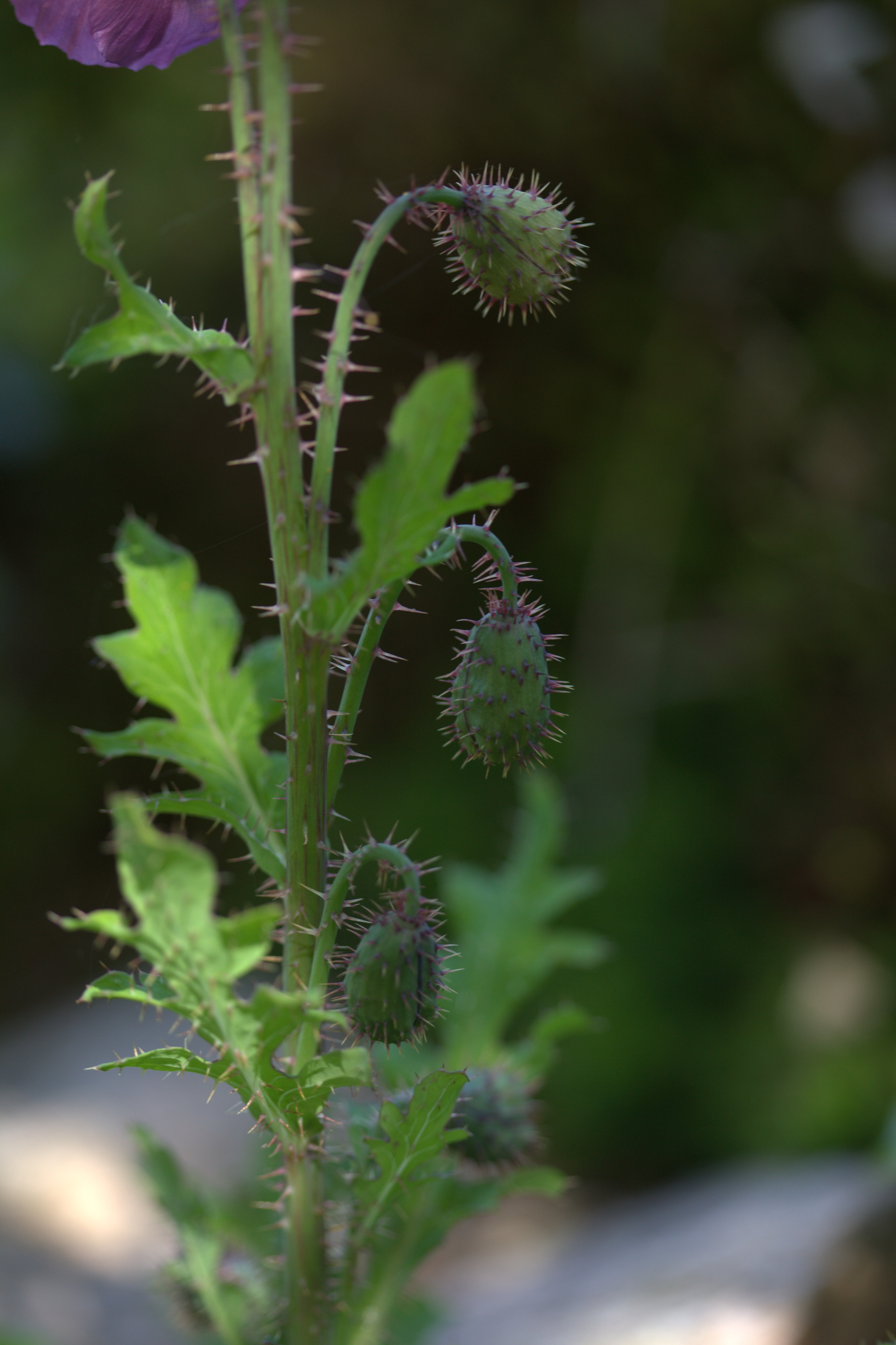